# مسجد قصر منشی
مسجد قصر منشی مربوط به دوره قاجار است و در اصفهان، در نزدیکی خانه مشروطه (اصفهان) واقع در خیابان نشاط، کوچه قصر منشی واقع شده و این اثر در تاریخ ۲۲ مرداد ۱۳۸۴ با شمارهٔ ثبت ۱۳۰۱۰ به‌عنوان یکی از آثار ملی ایران به ثبت رسیده است.